# Accident ferroviaire de Saint-Hilaire
L’accident ferroviaire de Belœil est un accident ferroviaire qui s'est déroulé le 29 juin 1864 vers 1 h 20 heure locale près du mont Saint-Hilaire, au Québec (Canada). Le train, transportant plusieurs immigrants allemands et polonais, a omis de s'arrêter à un feu d'arrêt (en) et est tombé à l'entrée d'un pont tournant dans la rivière Richelieu. Le bilan, incertain, fait état d'environ 99 morts.
L'accident demeure à ce jour la pire catastrophe ferroviaire de l'histoire canadienne.

## Histoire
Au XIXe siècle, la rivière Richelieu est une voie maritime importante pour les échanges entre les villes de New York et de Montréal. Le pont tournant de Belœil est construit sur cette dernière avec pour objectif que la circulation ferroviaire ne nuise pas à la circulation maritime.
Le 29 juin 1864, un train de la compagnie Grand Tronc ayant à son bord entre 350 et 475 passagers voyage de Québec à destination de Montréal. Aux environs de 1 h 10 à 1 h 20 heure locale, le train approche le pont de Belœil. Ce dernier est pivoté dans le sens de la rivière pour laisser passer cinq barges ainsi qu'un bateau à vapeur. À un mile du pont, un feu d'arrêt clignote, avertissant que le pont n'est pas accessible et que le train doit ralentir. Les conducteurs de train Thomas Finn, ou William Burnie, ne tiennent pas compte du feu et le train continue sa lancée vers le pont,. La locomotive et 11 wagons tombent dans le vide et s'écrasent les uns sur les autres en bas, frappant au passage une barge. La profondeur de l'eau à cet endroit est de 10 pieds (3,048 m).
L'accident fait 99 morts et plus d'une centaine de blessés. Thomas Finn ainsi que le pompier de service font partie des victimes. L'ingénieur est blessé légèrement.
La compagnie Grand Tronc a blamé le travail du conducteur et du chef de train. Ce dernier a affirmé qu'il était un nouvel employé n'étant pas familier avec la ligne et qu'il n'a jamais vu le signal,.